# Patrick Volkerding
Patrick Volkerding (* 20. Oktober 1966) stammt aus North Dakota und ist der Gründer und Maintainer von Slackware-Linux.

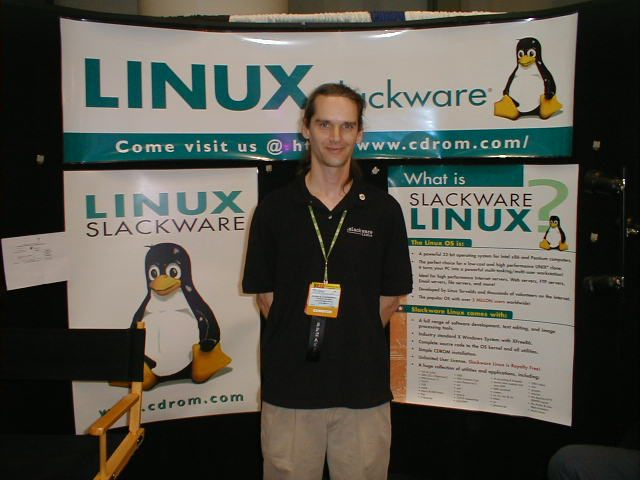
Patrick Volkerding auf der LinuxWorld 2000 in New York City

## Leben
Volkerding hat 1993 seinen Bachelor in Informatik an der University of Minnesota in Moorhead, USA, erworben.
Für eine kurze Zeit haben ihn Chris Lumens und einige andere bei der Arbeit an Slackware unterstützt, aber in den letzten Jahren hat er wieder alleine gearbeitet. Patrick Volkerding, von Slackware-Fans auch einfach Pat oder seltener The Man genannt, tritt im Gegensatz zu vielen anderen „Persönlichkeiten“ in der Open-Source-Community oft in Newsgroup-Diskussionen oder teilweise im IRC auf, er ist in der Community äußerst aktiv. Ein weiterer Unterschied zu vielen anderen Maintainern von Distributionen ist seine Arbeitsweise an Slackware: Er verwaltet selbst die Pakete, die in die offizielle Distribution eingebunden werden. Darüber hinaus bestimmt er die Release-Zyklen allein und trifft alle Richtungsentscheidungen selbst.
Volkerding wurde durch die Community stark kritisiert, als er bei größeren Desktop-Umgebungen die komplette Ausbündelung von GNOME und die alleinige Unterstützung von KDE in Slackware ankündigte.
Ende 2004 musste Volkerding seine Arbeit an Slackware aufgrund einer schweren Krankheit unterbrechen, wegen der er kurzzeitig ins Krankenhaus musste. Am 16. November 2004 hat er der Community in seiner Ankündigung davon berichtet und um Hilfe gebeten. Inzwischen ist er von seiner Krankheit genesen.
Patrick Volkerding ist verheiratet und lebt in Kalifornien.

## Preise
2014 erhielt Volkerding den O’Reilly Open Source Award.

## Schriften
- Volkerding, Patrick, and Reichard, Kevin, Linux System Commands, IDG Books/M&T Books, 2000, ISBN 0-7645-4669-4
- Volkerding, Patrick, Reichard, Kevin, and Foster-Johnson, Eric,  Instalación y configuración de Linux, Temas profesionales. Madrid: Anaya Multimedia, 1999 ISBN 84-415-0816-X
- Volkerding, Patrick, Reichard, Kevin, and Foster-Johnson, Eric, LINUX Configuration and Installation, M&T Books, 1998, ISBN 0-7645-7005-6
- Volkerding, Patrick, and Reichard, Kevin, Linux in Plain English, MIS:Press, 1997, ISBN 1-55828-542-3